# Robert Buckland

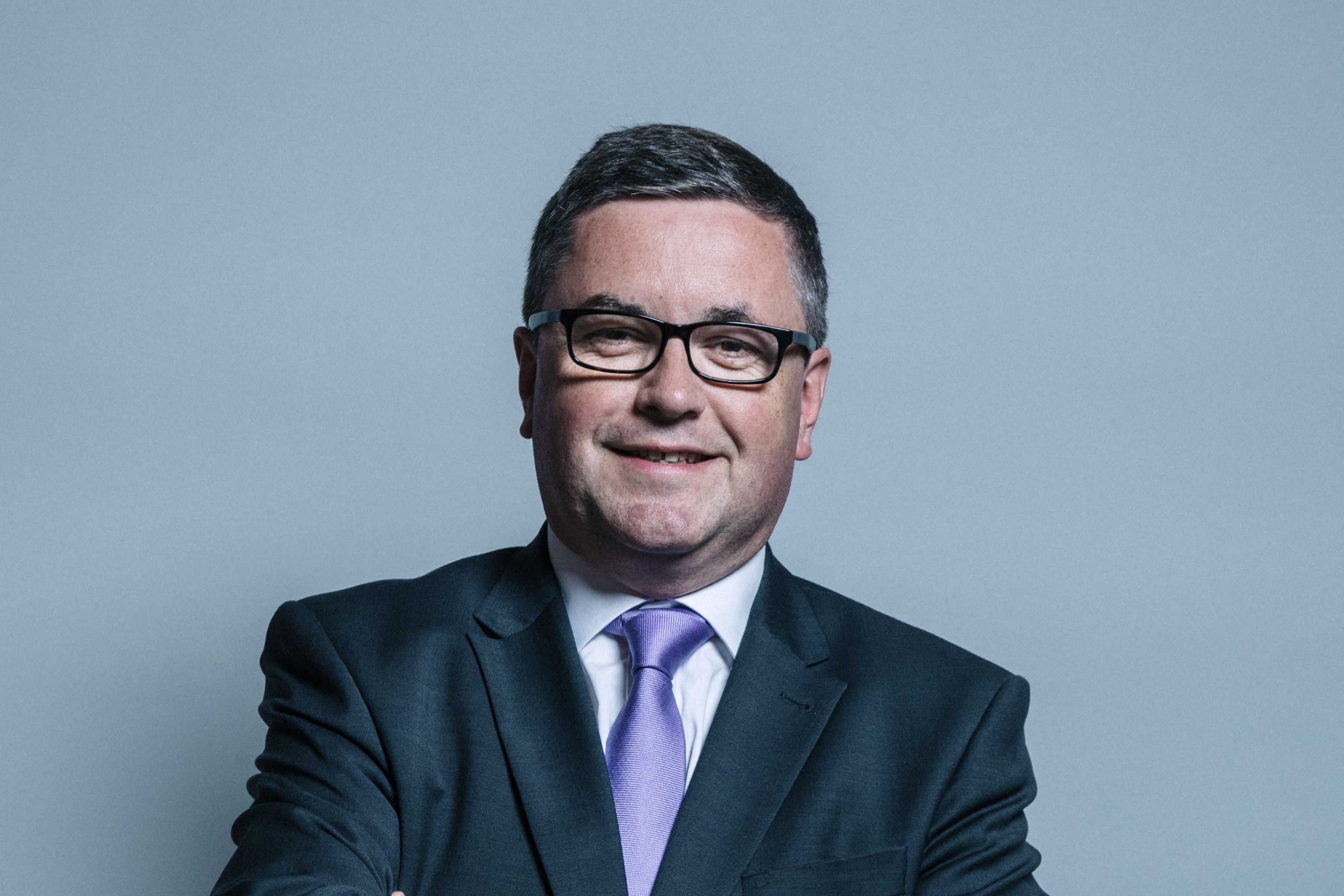
Robert Buckland (2017)

Sir Robert James Buckland KBE, QC (* 22. September 1968 in Llanelli, Wales) ist ein britischer Politiker der Conservative Party und Barrister. 
Buckland studierte Rechtswissenschaften am Hatfield College der University of Durham. Sein Studium schloss er 1990 ab. Von 1992 bis 2010 praktizierte er als Rechtsanwalt und war hier insbesondere auf Strafrecht spezialisiert.
Bei der Parlamentswahl 2010 wurde er im Wahlkreis Swindon South erstmals als Abgeordneter ins House of Commons gewählt. Beim EU-Mitgliedschaftsreferendum 2016 stimmte er für den Verbleib des Vereinigten Königreichs in der Europäischen Union.
Mit seiner Ernennung zum Solicitor General wurde er im Jahr 2014 Kronanwalt. Von 2014 bis 2019 war er Solicitor General for England and Wales; dann wurde er für knapp drei Monate Minister of State for Prisons.
Von Juli 2019 bis September 2021 war er Lordkanzler und Justizminister (Secretary of State for Justice) im Kabinett Boris Johnson I und II; in diesen Ämtern folgte er auf David Gauke. Er war von Juli bis Oktober 2022 Minister für Wales im Kabinett Boris Johnson II und im Kabinett Truss. 2022 wurde er von König Charles III. als Knight Commander des Order of the British Empire (KBE) geadelt.
Bei der Parlamentswahl 2024 unterlag er gegen die Kandidatin der Labour Party und schied aus dem House of Commons aus.